# Anina
Anina là một thị xã thuộc hạt Caraș-Severin, România. Dân số thời điểm năm 2002 là 9172 người.